# رافائل
رافائلو سانتسیو (به ایتالیایی: Raffaello Sanzio) یا رافائل سانتی (۶ آوریل ۱۴۸۳ میلادی – ۶ آوریل ۱۵۲۰ میلادی) که بیشتر با اسم کوچکش رافائل شناخته می‌شود، نقاش و معمار ایتالیایی دوران اوج رنسانس است. رافائل، نمونه بارز هنرمند دورهٔ رنسانس پیشرفته است. او با آنکه شدیداً تحت تأثیر لئوناردو دا وینچی و میکلانژ بود، سبک خاصی پدید آورد که آرمان‌های هنر رنسانس پیشرفته را به روشنی بیان می‌کند. او ضمن آنکه از هر هنرمند دیگری می‌آموخت، به نیروی ابتکار و اصالت پر توان خود نیز میدان می‌داد؛ آنچه را که بهتر می‌توانست به کار گیرد، جذب می‌کرد و گرایش کلاسیک روزگار خویش را به قالب شکل می‌ریخت. او چنان خستگی ناپذیرانه با روحیهٔ هنر کلاسیک کار می‌کرد که هنرش را تقریباً می‌توان رستاخیز هنر یونان در اوج تکاملش تلقی کرد. گوته، شاعر و منتقد پر آوازهٔ آلمانی، دربارهٔ رافائل گفته‌است که وی مجبور به تقلید از یونانیان نبود؛ زیرا خودش همچون یونانیان می‌اندیشید و احساس می‌کرد. وی به همراه میکل‌آنژ و لئوناردو دا وینچی، سه‌گانه استادان بزرگ دوران خود را تشکیل داده‌است.

## زندگی
رافائل در شهرکی نزدیک اوربینو در ناحیهٔ اومبریا چشم به جهان گشود. احتمالاً مبادی هنر را از پدرش «جووانی سانتسیو» که نقاشی ولایتی بود و با دربار فدریگو دامو نتفلترو پیوستگی داشت، آموخت. دوران کودکی رافائل به شاگردی در نزد پروجینو گذشت که خودش نقاشی را به همراه لورنتسو در کارگاه وروکیو فرا گرفته بود. در زمانی که رافائل همچنان در کارگاه هنری پروجینو بود، وی تابلوی ازدواج مریم را که از لحاظ ترکیب بندی اش تشابه بسیاری به پردهٔ میانی نقاشی دیواریش در نمازخانهٔ سیستین دارد، نقاشی کرده بود؛ ولی رافائل با آنکه هنوز بیست و یک سالگی را پشت سر نگذاشته بود از نیروی لازم برای تشخیص و معالجهٔ برخی از نقاط ضعف ترکیب بندی تابلوی استادش برخوردار بود.
دورهٔ چهار سالهٔ اقامت رافائل در فلورانس سخت در تکامل وی مؤثر افتاد. او در اینجا که زادگاه رنسانس بود، متوجه شد سبکی که با صرف چنان زحمتی در عرصهٔ نقاشی از پروجینو فرا گرفته بود، کهنه شده‌است. دو رقیب و دو غول بزرگ زمانه، یعنی لئوناردو دا وینچی و میکلانژ، به پیکاری هنری با یکدیگر دست یازیده بودند. انبوه مردم به تماشای طرح زغالی لئوناردو دا وینچی برای تابلوی مریم و کودک در کنار قدیسه حنا و قدیس یوحنای تعمیددهندگان کودک، هجوم می‌آوردند. رافائل تحت تأثیر لئوناردو دا وینچی، در شیوهٔ ترکیب بندی‌های شبیه‌سازی از مریم به گونه‌ای که در اومبریا آموخته بود، تدریجاً تغییراتی پدیدآورد. کاربست عمومی این تغییر توسط رافائل بر تابلوی استوار است.
رافائل هنرمند پرکاری بود که کارگاه بزرگی را مدیریت می‌کرد و علی‌رغم مرگ زودهنگامش در ۳۷ سالگی، امروزه تعداد فراوانی از آثارش برجای مانده‌است. از آن زمره می‌توان به دیوارنگاره‌های اتاق‌های رافائل در واتیکان اشاره نمود که اصلی‌ترین و بزرگ‌ترین اثر در طول عمر هنری وی بود علی‌رغم آن‌که در زمان مرگش ناتمام باقی‌ماند. پس از سال‌های ابتدایی زندگی در رم، اکثر آثار رافائل توسط خود وی طراحی و به‌طور گسترده در کارگاهش خلق می‌شدند که این خود با افت قابل ملاحظه‌ای در کیفیت همراه بود. رافائل در طول حیات، نقاش بسیار تأثیرگذاری بود اگرچه در خارج از رم او را اغلب با آثار مشترکش می‌شناختند. پس از مرگ رافائل، تأثیر رقیب بزرگش میکل‌آنژ بر هنر اروپا تا قرن‌های هفدهم و هجدهم میلادی فراگیر بود، هنگامی که کیفیت هارمونیک و یک‌دست آثار رافائل بار دیگر به عنوان سبکی برتر مورد توجه قرار گرفت.

### فراگرفتن هنر
او هنر را نزد پدرش جیووانی سانتی (Giovanni Santi) فرا گرفت. مادرش ماجیادی باتیستا کایرلا (Magia de Battista Ciarla) در ۱۴۹۱ از دنیا رفت اما پدرش که نقاش قرن شانزدهم و شرح حال‌نویس جورجیو وازاری (Giorgio Vasari) – نقاشی با شایستگی نه چندان زیاد بود دستورهای اولیه نقاشی را به پسرش یاد داد و او را تحت حمایت خود قرار داد.
سانتی مردی با فرهنگ بود که ارتباطی پیوسته با عقاید هنری پیشرفته رایج در دربار اوربنیو داشت و قبل از مرگش در سال ۱۴۹۴ وقتی که رافائل یازده ساله بود پسرش را با فلسفه بشر دوستانه در دربار آشنا کرد. اگر چه رافائل تحت تأثیر هنرمندان بزرگ فلورانس، رم واوربنیو قرار گرفت اما گذشته از این شاید قدرت سرزندگی فرهنگی آن شهر پیشرفت سریع و استثنایی نقاش جوان را به همراه داشت. در حالی‌که در آغاز قرن شانزدهم زمانی که هفده سال او تمام نشده‌بود استعداد و ذوق شگفت‌آوری از خود داد. وی تکنیک‌های جدید نقاشی را از لئوناردو دا وینچی (Leonardo da vinci) و میکل آنژ (Michelangelo) آموخت و عناصر زیبایی و آرامش از موضوعات احساسی و عمده آثارش بودند.
رافائل در سال ۱۴۹۹ در اوربنیو به نزد پروجینو (Perugino) رفت و هنرجو و دستیار او شد. پروجینو نقاش سال‌های ۱۵۲۰–۱۴۷۸ به کشیدن مناظر زیبا در نقاشی‌هایش عشق می‌ورزید و کارهای اولیه سانتسیو به آثار پروجنیو شباهت بسیاری داشت به‌طوری‌که آثاری از قبیل
- عیسی مصلوب در کنار مریم (Crucifixion With Virgin)
- یوحنای مقدس (Saint John)
- جرمه مقدس (Saint Gerome)
- مریم مقدس (Saint Mary Magdalene)

تصور می‌شد که متعلق به سانتسیو باشد تا اینکه کلیسای سن جیمینیانو(Chruch of San Gimignano ) ثابت کرد که در حقیقت تمام آن آثار توسط پروجینو کشیده شده‌است. وی در پاییز سال ۱۵۰۴ به‌طور حتم به فلورانس رفت اما مشخص نشده‌است که آیا این اولین ملاقاتش از فلورانس بوده یا نه اما به گواهی آثارش در حدود سال ۱۵۰۴ اولین ارتباط اساسی را با این تمدن هنری داشت که در تقویت تمام افکاری که او تا آن زمان کسب کرده‌ بود تأثیر بسزایی گذاشت و همچنین افق‌های جدید و وسیعی را پیش روی وی باز کرد.

## آثار

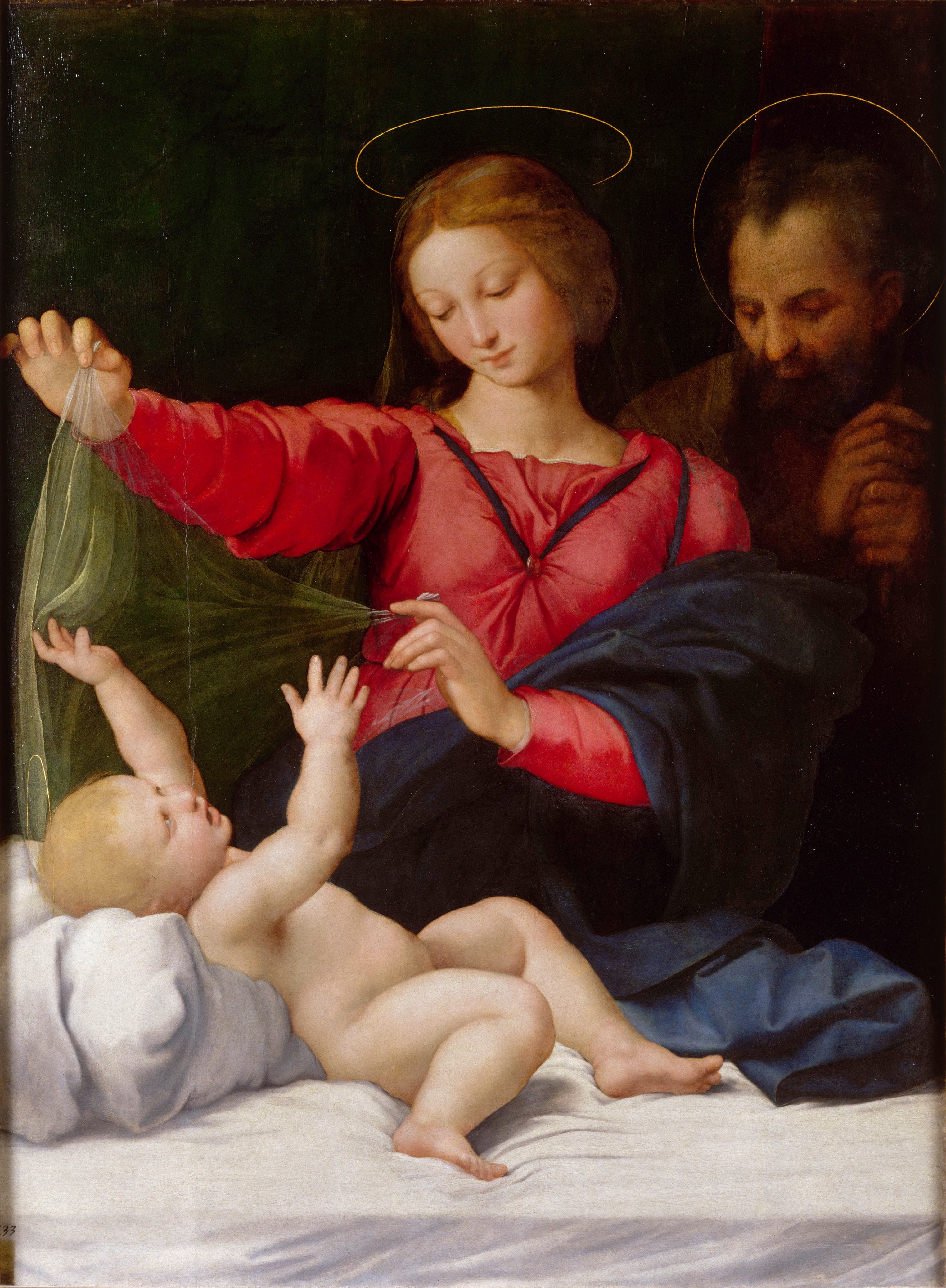
اثری از رافائل که بین سالهای ۱۵۰۸–۱۵۰۹ نقاشی شده‌است.

عمده آثاری را که او در بین سال‌های ۱۵۰۷–۱۵۰۵ به‌وجود آورد به‌طور قابل ملاحظه‌ای از سوی آثار مردم مقدس بودند که تحت تأثیر لئوناردو دا وینچی و قرار داشتند که نوآوری بزرگی را از سال ۱۴۸۰ در نقاشی به‌وجود آورده‌بود. مخصوصاً این تأثیر بیشتر از تابلوهای مدونا (Madonna) و کودک مقدس (Child With St) گرفته شده‌است. در این موقع رافائل به یادگیری چگونگی ترکیب‌های ساختاری تابلوهایش مشغول شد و یگانگی جدیدی از ترکیب و منع از وجه تمایزات غیرضروری در آثارش از جمله تغییرات تابلوهای او در فلورانس بود که بیش‌تر مدیون تکنیک نور لئوناردو دا وینچی است و نقاشی سیاه قلم را نیز نزد داوینچی یادگرفت که متأثر از سبک اسفاماتو (Sfumato) – سبک لئوناردو دا وینچی در استفاده از سایه نرم و نازک به جای خط گذاشتن در شکل‌ها و چهره‌ها – بود. تابلوهای پرتوان رافائل با لطافت و توازن درون آن نظیر مریم کوچک (Small Cauper Madonna) بدون شک تأثیر گرفته از میکلانژ است. در مدت زمانی که رافائل در فلورانس بود دوک گایدوبالدو (Duke Guidobaldo) او را برای کشیدن تابلویی برای هنری هفتم پادشاه انگلستان به خدمت گرفت. در این تابلو به اسم جرج مقدس و اژدها (Saint George and The Dargon) رافائل پرتره جرج را به عنوان یک جنگجوی دلیر که در مقابل قسمت بیرونی و راست کنام اژدها می‌جنگد، نشان می‌دهد. در تقابل با نبرد درون تابلو، در پس زمینه آن وضع آرام بی‌سروصدایی دیده می‌شود. در داستان جرج مقدس بعد ازاین‌که اژدها کشته می‌شود تمام شهر به دین مسیحیت برگردانده می‌شوند که سمبل پیروزی مسیحیت بر همه است. رافائل تابلوهای تصویر مریم بانوی گراندوکا (Madonna dell Granduca)، مریم کوچک (The small Couper Madonna) و (The Alba Madonna) را کشیده‌است. او همچنین انیسندیوی جوان (Stanza dall incendio) و چهار تابلوی بزرگ مقیاس با نام‌های ازدواج زن عفیف (Marriage of the Virgin)، عیسی مصلوب با مادر عیسی (The crucified with christ) و مقدسین و فرشتگان (Saints and Angels) را خلق کرده‌است.

## کار در کلیسای واتیکان

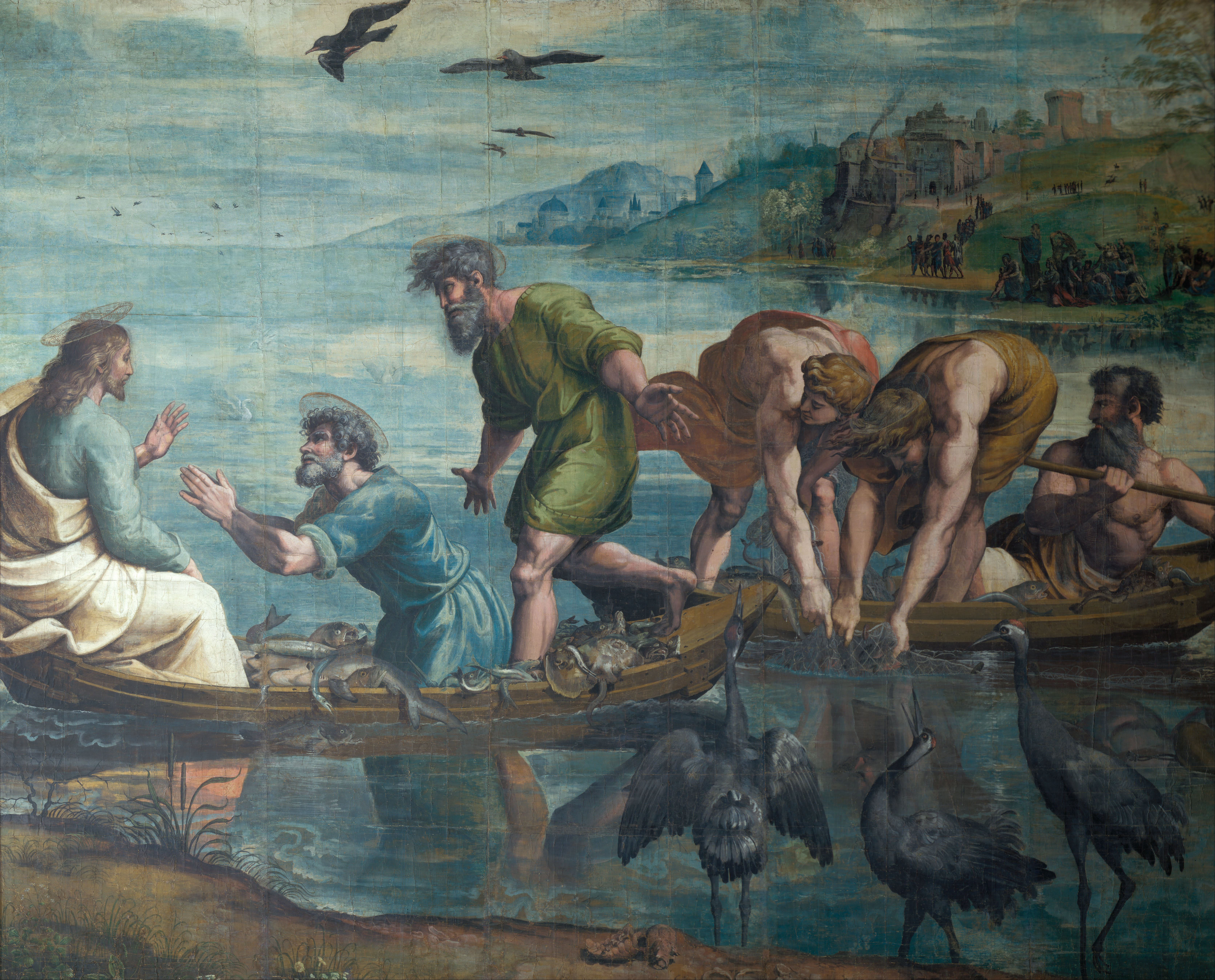
نگاره‌ای از کلکسیون سلطنتی از ماجرای قحطی ماهی‌ها، اثر رافائل، نقاشِ برجستهٔ ایتالیایی دورهٔ رُنسانس.

در حوالی سال‌های ۱۵۰۹–۱۵۰۸ وقتی که ۲۵ ساله بود توسط پاپ جولیوس دوم (Pope Julius II) به رم فرا خوانده شد تا برای تزئین تک‌تک اتاق‌های کاخ واتیکان به آن‌ها کمک کند. او اولین اتاقی را که در کاخ واتیکان کامل کرد اتاق امضا بود و او در این زمان فرصتی داشت که هنر کلاسیک خود را در اندازه مجلل و بزرگ به کار گیرد. رافائل دیوارهای کاخ را به‌صورت تجلیل از چهار جنبه فضیلت بشری مصور کرد. الهیات، فلسفه، هنر و قانون و ترکیب شدن این چهار نمود نشان دهنده انتقال قرون وسطی به دنیای نوین بود. در این مدت رافائل تنها کمی در رم شناخته شده‌بود اما در زمان اندکی هنرمند جوان تحت قدرت جولیوس و دربار روز به روز رشد کرد و سرانجام بسیار معروف شد به گونه‌ای که او را شاهزاده نقاشان نامیدند. سانتسیو دوازده سال آخر عمر کوتاهش را در رم گذراند که این سال‌ها، سال‌های پرکار و پراز شاهکارهای موفق او بودند.
در سال ۱۵۰۸ رافائل به کار بر روی اثر استشهاد مسیح (Deposition of Christ) پرداخت که هم‌اکنون در گالری برگسه (Borghese) در رم است. در این تابلو مشخص است که رافائل خودش را وقف احتمالات اشاره‌کننده به آناتومی انسانی کرده‌است ولی با آثار لئوناردو دا وینچی و مایکل آنجلو تفاوت دارد چون هر دوی آن‌ها از نیرومندی و هیجان می‌گفتند در حالی‌که او وسعت آرامش و برون‌گرایی را برای ایجاد یک جامعه محبوب و دست‌یافتنی آرزو می‌کند. رافائل سانتسیو در سال ۱۵۰۹ به روی یک مجموعه آپارتمان‌های پاپی سخت کارکرد و با در نظر گرفتن ارتباط بین تصاویر پیکره‌ها و هنر معماری تولیدی در آن‌ها و حتی در بین تابلوهای ابتدایی او کاملاً روشن است که احساس رافائل از احساسات معلم‌هایش فرق دارد. در سال ۱۵۱۵ در رم اولین مدیر مؤسسه روزگار باستان شد و در سال‌های ۱۵۱۶–۱۵۱۵ تابلوهایی را در دو مقیاس مختلف نقاشی کرد. در این سال‌ها او به روی طرح فلسفی به شیوه نقاشی آبرنگ کار می‌کرد. این طرح شامل توجیه تاریخی قدرت کلیسای کاتولیک رومی به واسطه فلسفه افلاطونی بود و از مهم‌ترین نقاشی‌های آبرنگ او دیسپیوتا(Disputa) ومدرسه آتن‌ها(The School of Athens) هستند دیسپیوتا نشان‌دهنده رؤیایی الهی از خدا و پیامبران و فرستاده شدگانش در بالای جمعی از نمایندگان در زمان حال و گذشته‌است که پیروزی کلیسا را در برابر پیروزی حقیقت قرار می‌دهد. مدرسه آتن‌ها مجموعه‌ای از دانش دنیوی یا فلسفه است که نمایش‌گر افلاطون و ارسطو است که توسط فلاسفه گذشته و حال در یک محیط معماری شد و مجلل احاطه شده‌اند که پیوستگی تفکر افلاطونی را در طول تاریخ نشان می‌دهد. مدرسه آتن‌ها شاید معروف‌ترین نقاشی آبرنگ رافائل باشد که یکی از بزرگ‌ترین آثار هنری در دوره رنسانس محسوب می‌شود حدوداً در همان زمان موضوعات عام‌تری را برای نقاشی انتخاب می‌کرد و پیروزی گالاتیا در فارنسینا (Famesina) در رم اثری از اوست که شاید موفق‌ترین یادگار دوره زندگی معنوی دوران باستان باشد آخرین شاهکار رافائل، تبدیل صورت (Transfiguration) است که تصویر یک محراب بزرگ است که با مرگش ناتمام باقی‌ماند و توسط دستیارش جولیو رمانو (Givilio Romano) کامل شد و در حال حاضر در موزه واتیکان وجود دارد. این تابلو مجموعه اثری است از ترکیب ظرافت کاری فوق‌العاده و زیبایی در اجرای آن که وحشت و فشار گروهی پرجمعیت را نشان می‌دهد و بیان‌گر درکی جدید از جهانی پویا و آشفته‌است که به پیش‌بینی جهان جدید پرداخته‌است. رافائل در ششم آوریل ۱۵۲۰ پس از تحمل رنج بیماری پانزده روزه در روز تولدش در سی و هفتمین سال زندگی خود از دنیا رفت و همراه با سوگ و تحسین جهانی در پانتئون (معبد خدایان) به خاک سپرده شد درحالی‌که آخرین تابلوی او در بالای تابوتش جای گرفته بود.

## پرتره‌های معروف رافائل

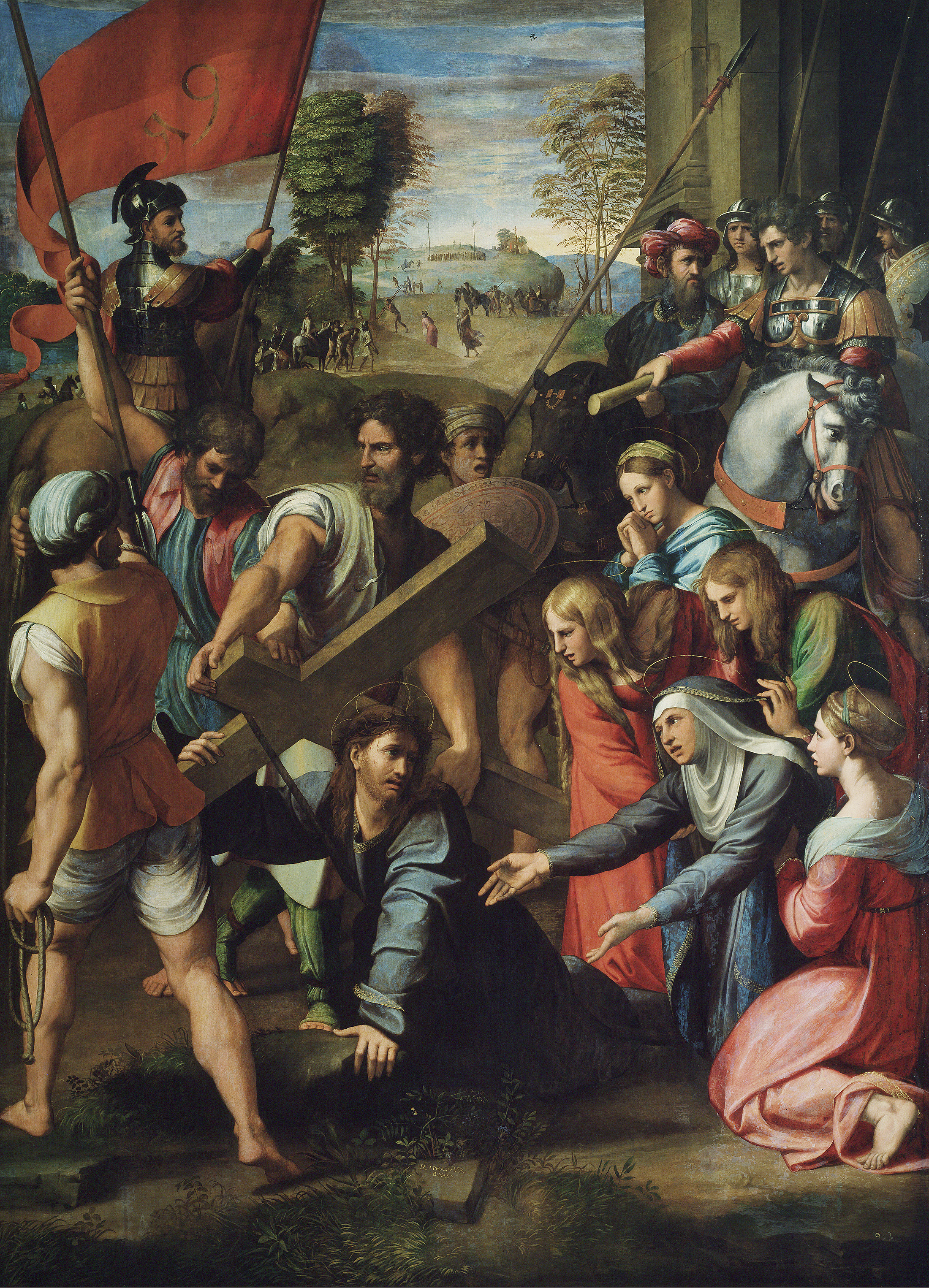
مصائب مسیح در مسیر جلجتا، نام اثری است در ژانر هنر دینی از رافائل به حوالی ۱۵۱۶ میلادی که آخرین ساعات زندگی عیسی مسیح را به تصویر کشیده‌است. این اثر اکنون در مالکیت موزه دل پرادو قرار دارد.

او پرتره درباری (The Courtier) را در سال ۱۵۱۵ نقاشی کرد و علاقه زیادی را به پرتره‌نگاری نشان می‌داد او پرتره‌های معروف بیندو آلتوویتی (Bindo Altoviti) بالداساری کاستیلیونه(Baldassare Castiglione) و لادنا ولاتا (La Donna Velata) را به تصویر کشیده‌است. به مدت طولانی تاریخ نویسان معتقد بودند که پرتره بیندو آلتوویتی در واقع خود رافائل می‌باشد زیرا به تمام مشخصات ظاهری او شباهت بسیاری داشت اما اکنون به توافق رسیدند که این تابلو تصویر آلتوویتی را در سن بیست و دو سالگی نشان می‌دهد و تابلوی بالداساری مربوط به پرداخت احساسی به یک نویسنده بشر دوست خوشنام دوره رنسانس است؛ و پرتره لادنا ولاتا نیز احتمالاً به چندین زنی که در تابلوهای مریم مقدس دیده می‌شد شباهت عجیبی دارد و تصور می‌شود که معشوقه خودش باشد و هر سه پرتره نمونه‌های عالی از سبک و احساس دوره رنسانس هستند. رافائل سانتسیو هنرمند کلاسیکی بود که اعتقاد داشت که انسان در اخلاق و دیانت می‌تواند به حد کمال برسد او تابلوهایی را نیز با استفاده از روغن بر روی چوب کشیده‌است او روی آثار لئوناردو دا وینچی، مایکل آنجلو و فرابارت دنیئو (Fra Bart Doinneo) مطالعه کرد و سایه روشن، آناتومی و ایجاد هیجان در بیننده، را از آن‌ها آموخت در سال ۱۵۱۴ رافائل رئیس معماری سین پیترز باسیلیکا (Saint Peters Basilica) شد و یک سال بعد از آن به عنوان رئیس حفاری‌های مؤسسه روزگار باستان در داخل و در نزدیکی رم منصوب شد. رافائل از جمله نوابغ نقاشان دوره رنسانس است و بزرگ‌ترین طراح دوره رنسانس است به‌طوری‌که تا سال ۱۹۰۰ نقاشان را تحت تأثیر خود قرار داده‌بود. او مردم را وادار کرد که وقتی به نقاشی‌هایش نگاه می‌کنند به فکر هویت وجودی خویش بیفتند. رافائل احساسات واقع‌گرایانه را وارد کار نقاشی‌اش کرد و دید مردم را به هنر تغییر داد. رافائل زندگی را می‌کشید. او نقاشی است که پرتره‌ها را با کوچک‌ترین جزئیاتش به روی صفحه می‌آورد. او شیوه فکری مردم را نسبت به مریم مقدس تغییر داد. او به کشیدن موضوعات احساسی می‌پرداخت و بدین گونه دنیای هنر را دچار تحول کرد به‌طوری‌که اگر یک بررسی کلی بر روی آثار هنری رافائل داشته باشیم، نشانه‌هایی را از هارمونی و روشن‌بینی واقع‌گرایانه در آثارش می‌بینیم. رافائل نگاهی به عقب به سبک معماری روم باستان در نقاشی ساختمان‌ها داشت. موضوعاتی را انتخاب می‌کرد که به روزگار باستان مانند زمان افلاطون و سقراط برمی‌گشت. چهره‌های کشیده‌شده در تابلوهای او عضلانی و خیالی و پر از احساس و حرکات اشاره‌کننده بودند که در کنار حقیقت‌گرایی به چشم می‌خورد او در مدت زندگی کوتاه سی‌ساله خود دوره کاملی از نوع دوستی ایتالیایی را به‌صورت خلاصه و منسجم بیان کرد بسیاری از مورخان هنر بر این اعتقاد هستند که آثار او فقدان آن نیروی پویایی آثار لئوناردو دا وینچی یا مایکل آنجلو است ولی به هر حال با وجود این‌که به اندازه مایل آنجلو و لئوناردو دا وینچی زندگی نکرد اما در تمام اوقات هم‌رده آن‌ها و در زمرهٔ یکی از بزرگ‌ترین نقاشان جهان جای گرفت.

## تقسیم‌بندی آثار رافائل

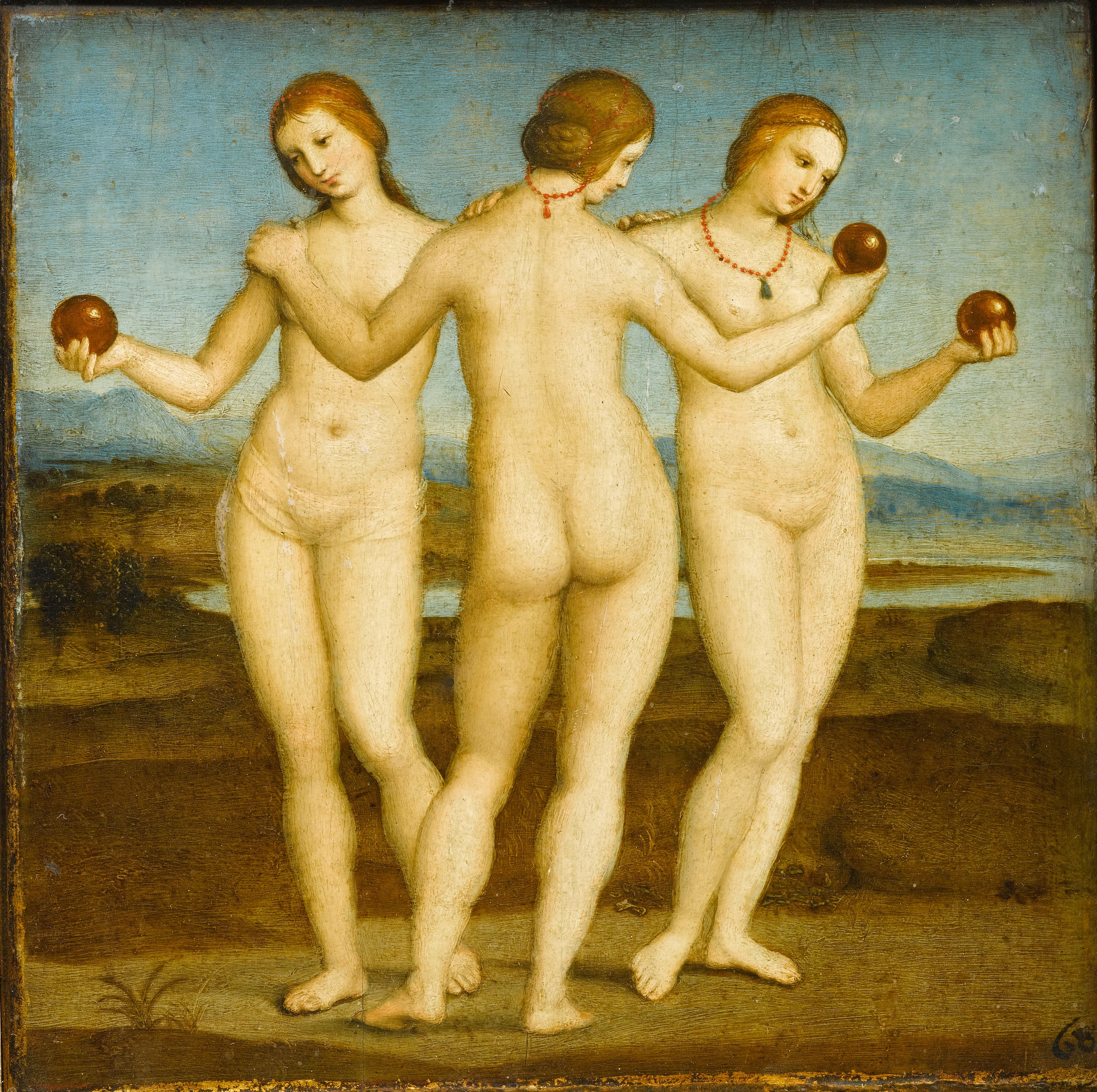
سه الههٔ رحمت، اثری است از رافائل. اثر سه خواهر خاریتس یا الاهه‌های رحمت اساطیر یونانی را که هر یک سیب سرخی را به دست گرفته‌اند، به تصویر کشیده‌است. این نگاره اکنون در شاتو دو شانتیئی نگه‌داری می‌شود.

جورجو وازاری نقاش و تاریخ‌نگار ایتالیایی، دوران هنری رافائل را به سه بخش و سه سبک مجزا طبقه‌بندی کرده‌است: سال‌های ابتدایی زندگی در آمبریا، سپس بازه زمانی چهار ساله (از ۱۵۰۴ تا ۱۵۰۸ میلادی) مربوط به جذب سنت‌های هنری فلورانس و در نهایت، دوازده سال پایانی عمر در رم که سال‌هایی بسیار پرکار و همراه با موفقیت برای رافائل بود زمانی که وی برای دو پاپ و وابستگان نزدیکش کار کرد.

## اوربینو

پرتره یک کاردینال نقاشی رنگ روغن روی تابلو توسط رافائل بین سال‌های ۱۵۱۰–۱۵۱۱ کشیده شده است. این اثر توسط موزه دل پرادو در مادرید نگهداری می‌شود.

رافائل در شهری کوچک اما از نظر هنری بسیار قابل توجه به‌نام اوربینو در ناحیه مارس واقع در ایتالیای مرکزی به دنیا آمد. پدرش «جیووانی سانتی» نقاش درباری بود که به دوک خدمت می‌کرد. این دادگاه اعتبار و شهرتش را وام‌دار «فدریکو دا مونته‌فلترو» از فرماندهان موفق نظامی بود که «پادشاهی اوربینو» را برای پاپ زمان خود، «پاپ سیکتوس چهارم» بنیان نهاد و یک سال پیش از تولد رافائل از دنیا رفت. دربار فدریکو بیشتر گرایشی ادبی به جای گرایش هنری مرسوم آن دوره داشت اما جیووانی سانتی پدر رافائل، به همان اندازه که نقاشی زبردست بود شاعری توانا نیز بود. از نمونه کارهای او می‌توان به اشعاری که وی بر پایه زندگی فدریکو سروده‌بود و همچنین، طراحی دکور نمایش‌نامه بالماسکه گونه‌ای که برای برنامه‌های تفریحات دربار به اجرا گذاشته شده‌بود، اشاره کرد. شعری که او برای فدریکو سروده‌بود، نشان‌دهنده اشتیاقش برای نمایش آگاهی اغلب نقاشان حرفه‌ای شمال ایتالیا و همچنین هنرمندان نسل اولیه هلندی بود. در دربار کوچک اوربینو او احتمالاً بسیار بیشتر از بارگاه‌های دیگر با هسته مرکزی خانواده درباری مخلوط شده‌بود.
پس از مرگ فدریکو، پسرش «گویدوبالدو دا مونته‌فلترو» جانشین وی شد. او با «الیزابتا گونزاگا» دختر فرماندار «مانتووا»، شهری در منطقه «لومباردی» ایتالیا که شهرت فراوانی به‌خاطر موسیقی و هنرهای تجسمی دربار کوچک خود داشت، ازدواج کرد. با روی کار آمدن حاکمان جدید، دربار به کار خود به عنوان مرکزی فرهنگی ادبی ادامه داد. رشد در چنین محیطی رافائل را دارای آداب و مهارت‌های اجتماعی ممتاز کرد، آن‌گونه که «واساری» بنیان‌گذار تاریخ‌نگاری هنری نیز به آن اشاره کرده‌است. زندگی درباری در اوربینو بود که توسط «بالداسار کستیلیونی» سیاستمدار و نویسنده قهار دوران رنسانس، به عنوان الگویی برای فضیلت‌های اخلاقی و انسان‌دوستانه درباری در ایتالیا در کتاب کلاسیک این نویسنده با عنوان «کتاب دربار» منتشر شد. کستیلیونی در سال ۱۵۰۴ زمانی که رافائل اوربینو را ترک گفته بود، به آنجا آمد اما آن‌ها اغلب یکدیگر را ملاقات می‌کردند و دوستان نزدیکی بودند. دیگر ملاقات‌کنندگان منظم درباری نیز دوستان خوبی برای رافائل بودند، از آن جمله می‌توان به «برناردو داویتزی» و «پیترو بمبو» از نویسندگان مطرحی اشاره کرد که بعدها ملقب به کاردینال نیز شدند. رافائل در تمام دوران زندگی به سادگی با بالاترین سطوح اجتماعی رفت‌وآمد داشت که این خود از دلایلی بود که حسی گمراه‌کننده از کم‌زحمت‌کشیدن و آسوده‌گرفتن مسائل را حتی در زندگی هنریش برایش به ارمغان آورده‌بود. به دلیل این‌که او هیچ‌گاه از آموزشی کلاسیک در آداب و رسوم اجتماعی بهره‌مند نشد، نحوه دانستن زبان لاتین توسط او هنوز نامشخص است.

## نگارخانه

پُرترهٔ زنی با حجاب سال‌های ۱۵۱۴ تا ۱۵۱۵ م.
پُرترهٔ بالداساره کاستیلیونه سال‌های ۱۵۱۴ و ۱۵۱۵ م. موزه لوور
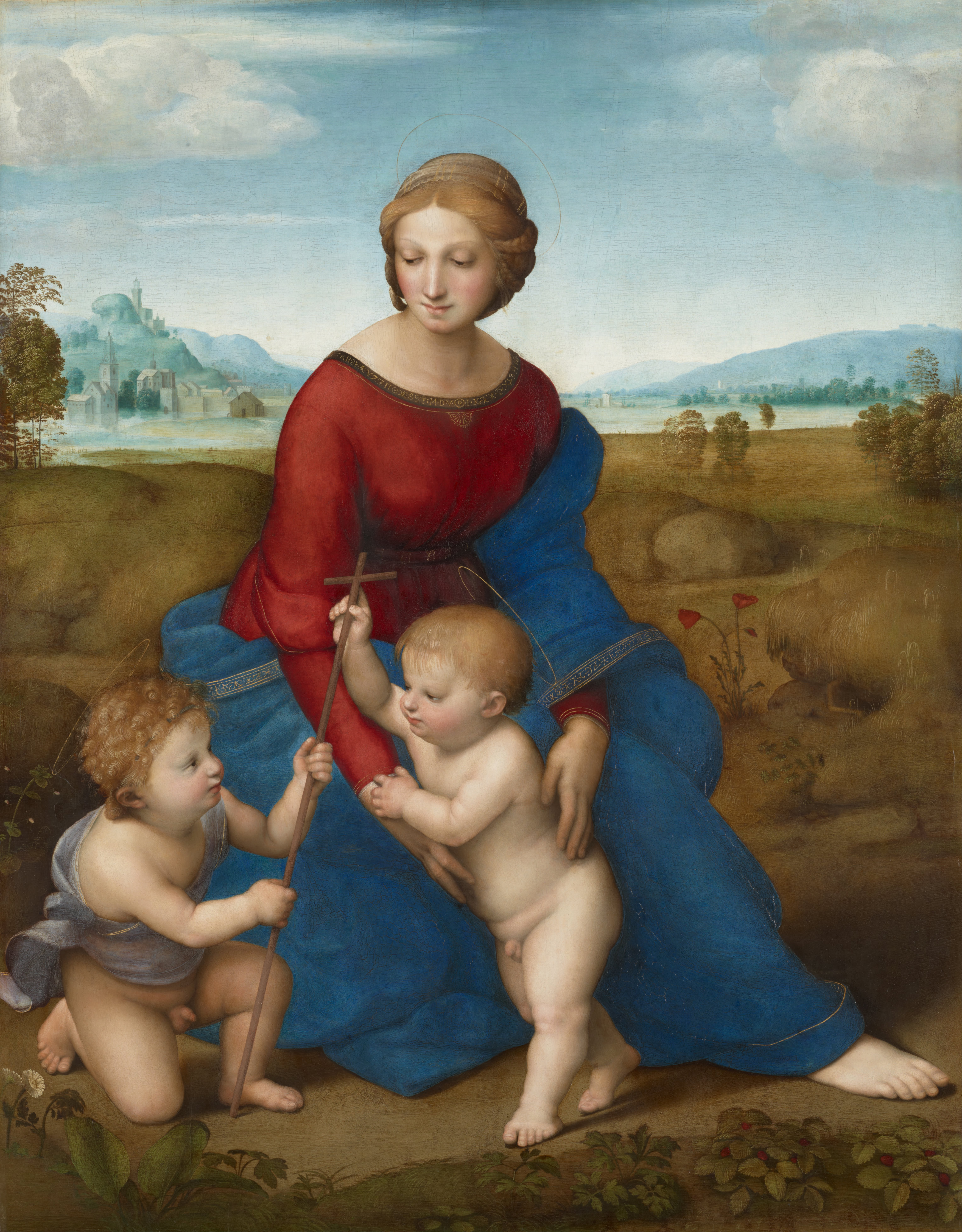
مادونا در علف‌زار بین ۱۵۰۵ تا ۱۵۰۶ م. موزه تاریخ هنر وین
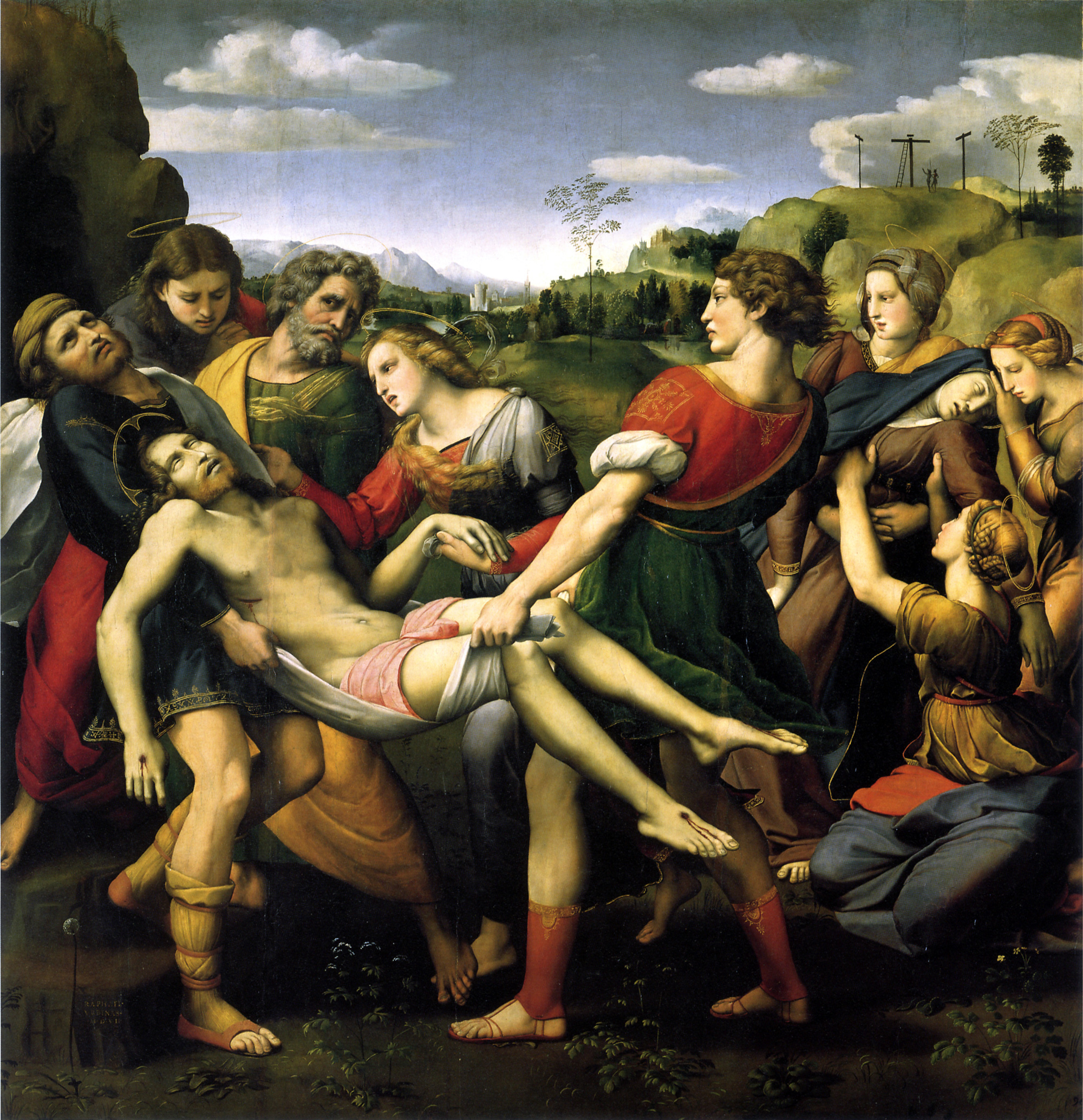
حمل پیکر مسیح ۱۵۰۷ م. گالری بورقیس
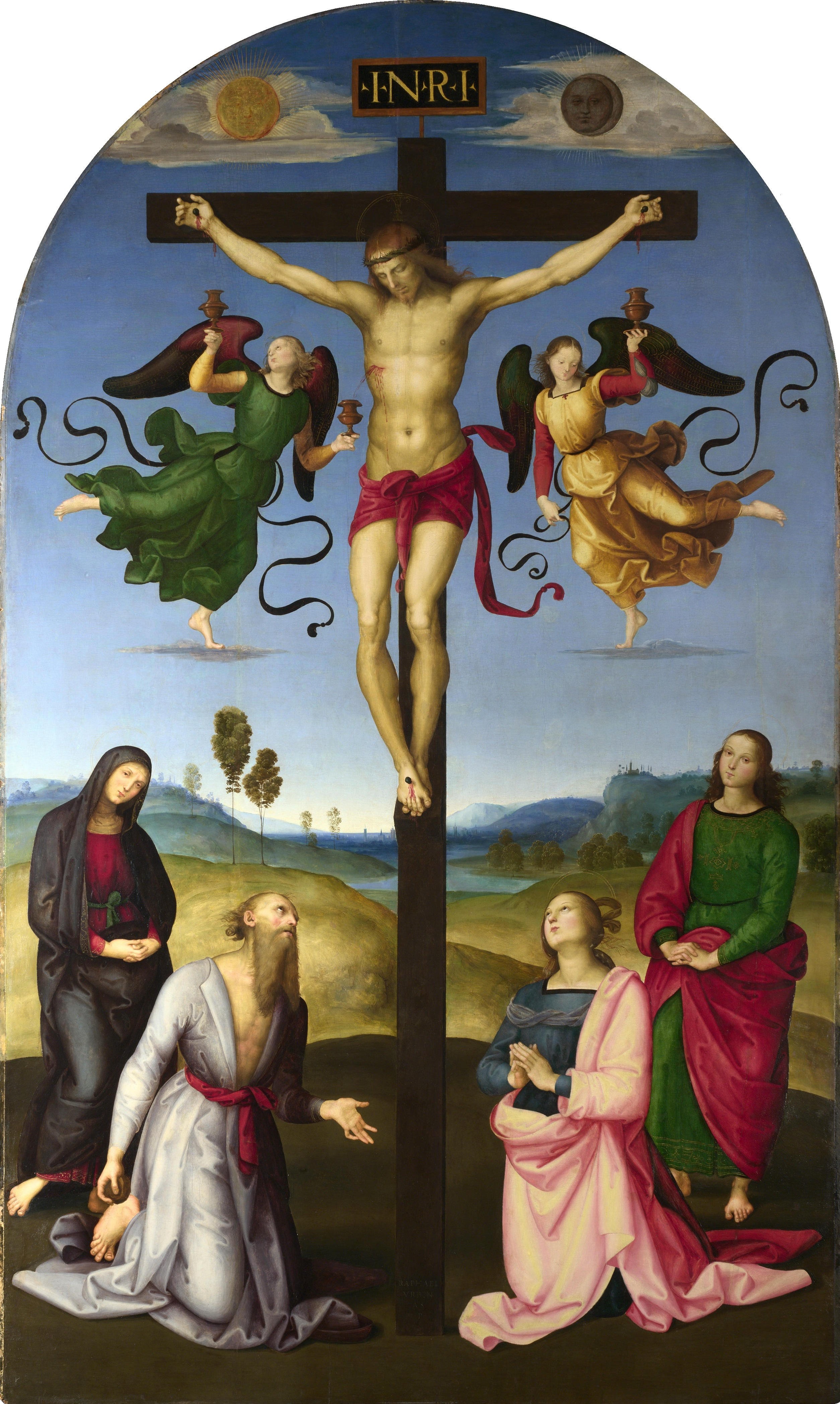
The Mond Crucifixion, 1502-3, very much in the style of پیترو پروجینو
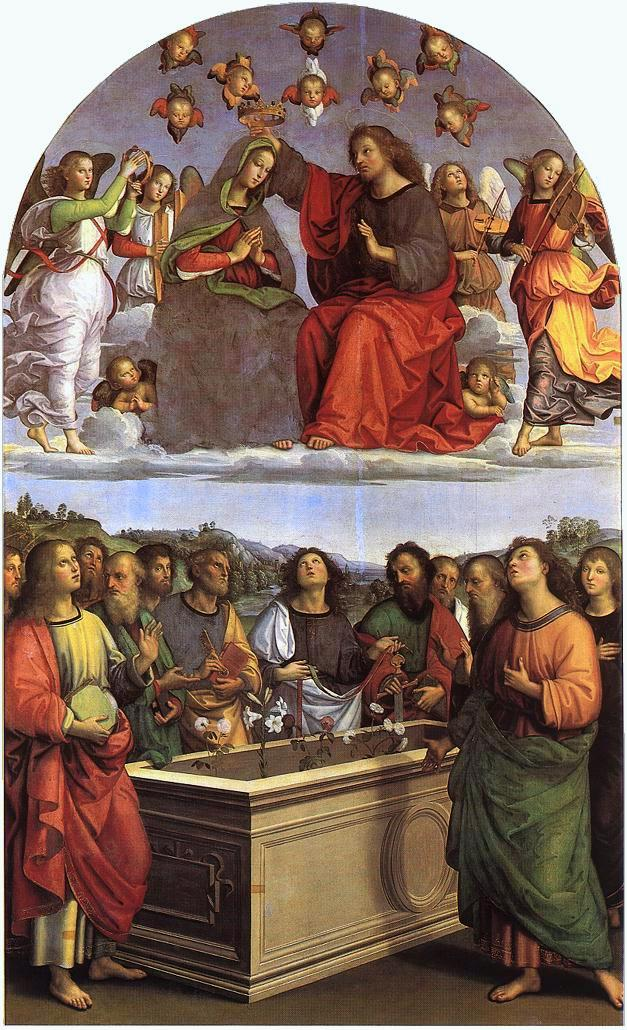
The تاج‌گذاری باکره ۱۵۰۲-۳
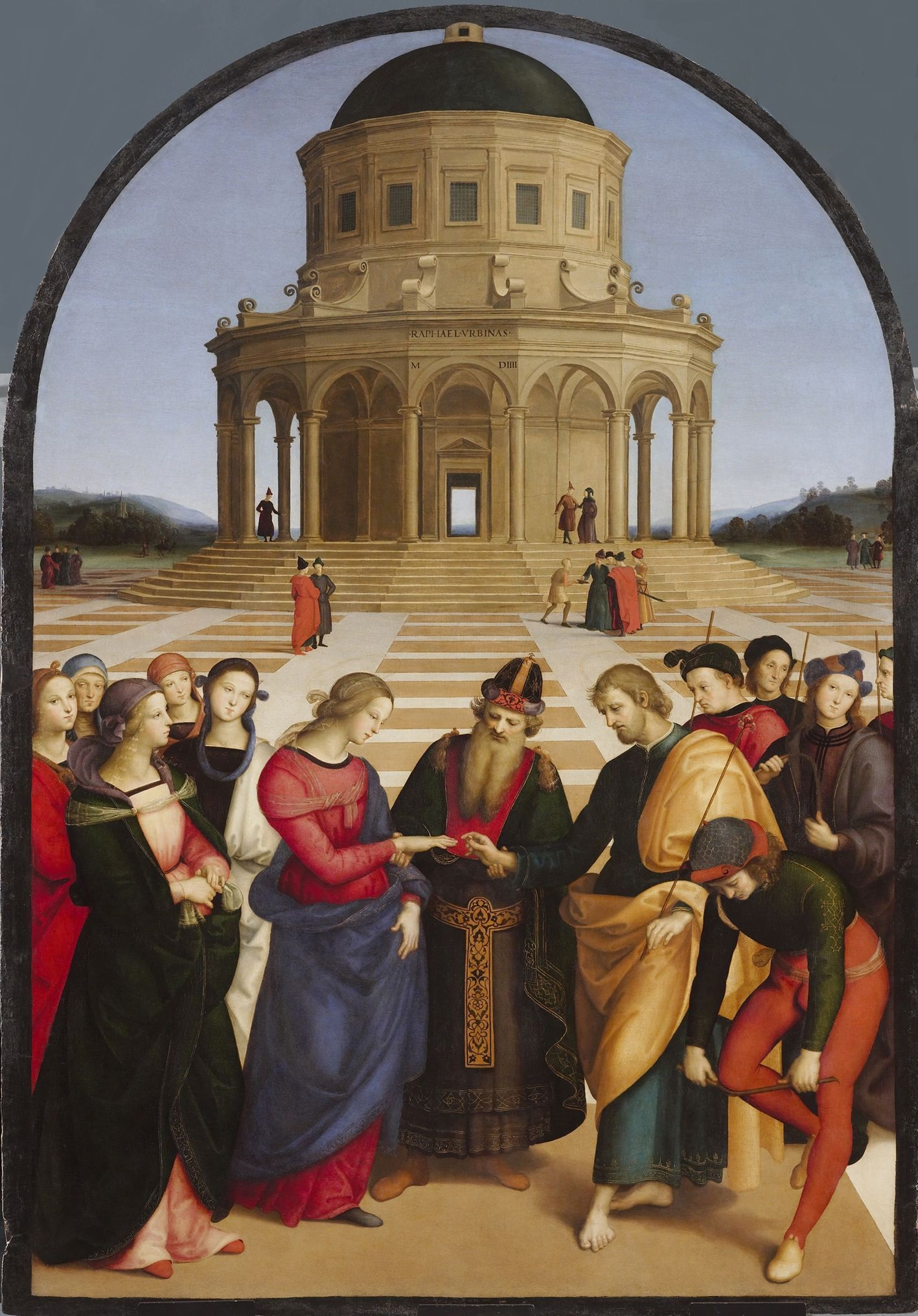
The Wedding of the Virgin, Raphael's most sophisticated altarpiece of this period.
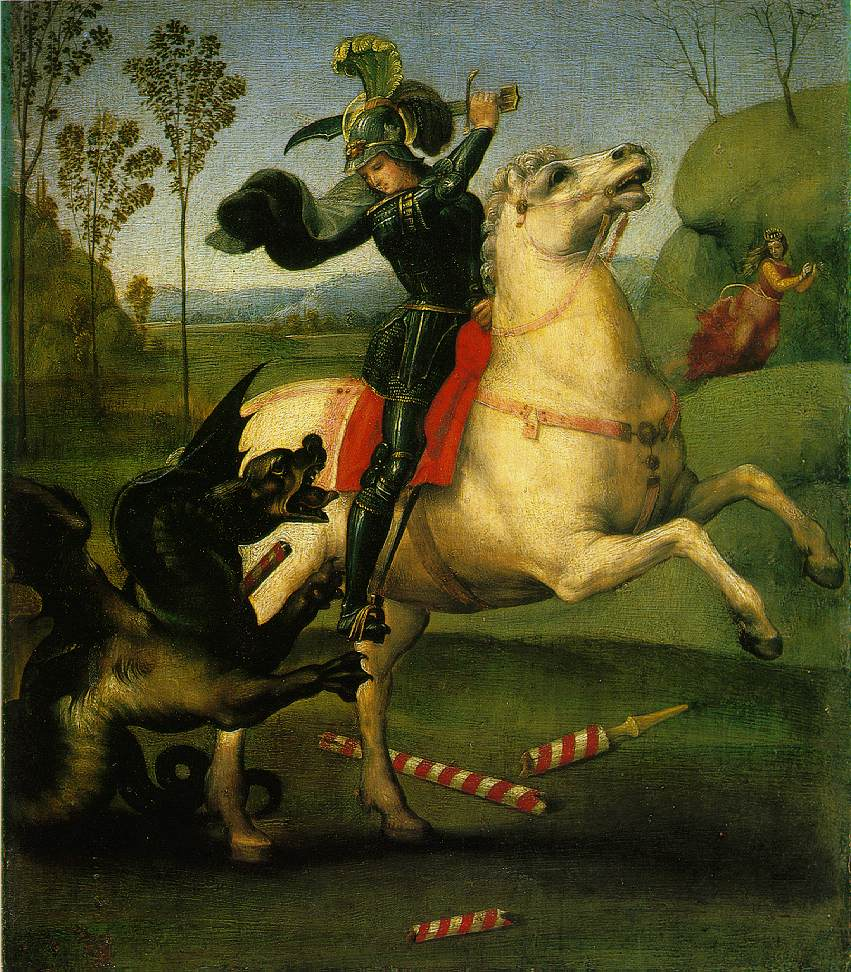
Saint George and the Dragon, a small work (29 x 21 cm) for the court of Urbino.
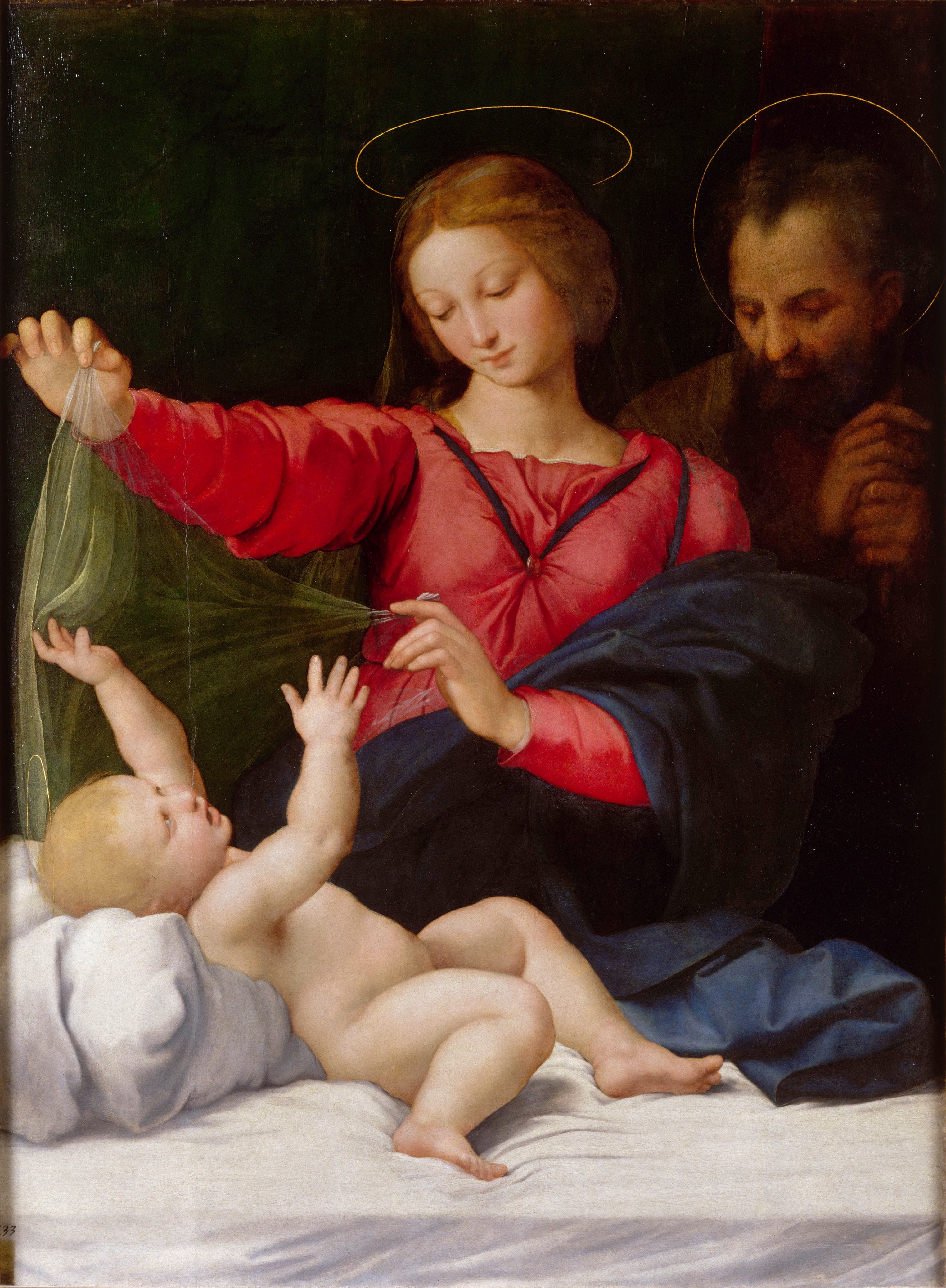
مریم از لورتو (رافائل).
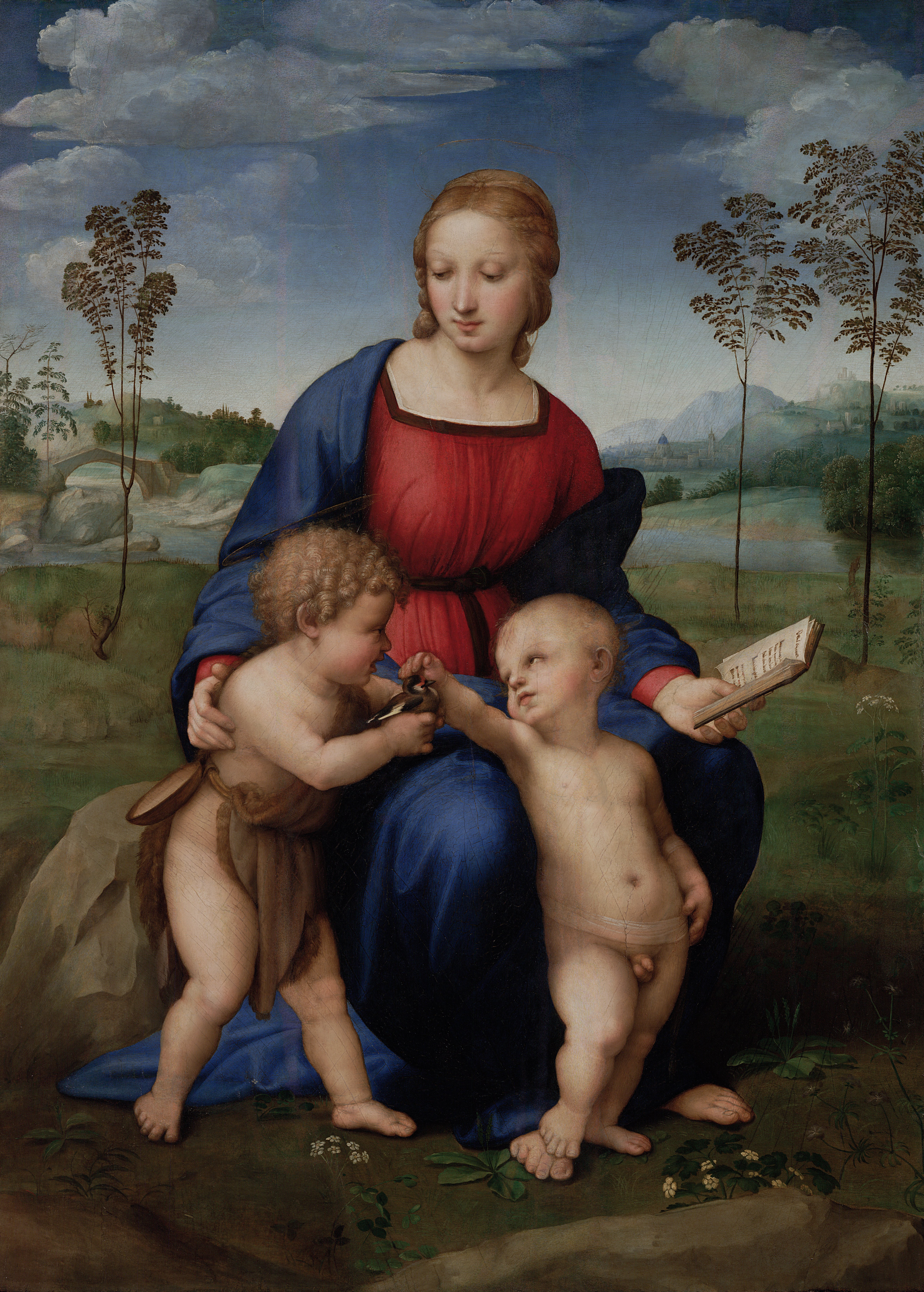
مریم مقدس سهره، یک نقاشی رنگ روغن روی چوب و این نقاشی در حدود ۱۵۰۵ تا ۱۵۰۶ کشیده شده است.

## آثار
- مکتب آتن
- باغبان زیبا
- چهره مریم مقدس
- چهره کاسیتیون